# Stortjärnen (Åsele socken, Lappland, 710234-158174)
Stortjärnen är en sjö i Åsele kommun i Lappland och ingår i Ångermanälvens huvudavrinningsområde. Sjön har en area på 0,126 kvadratkilometer och ligger 309,2 meter över havet. Sjön avvattnas av vattendraget Noreån.

## Delavrinningsområde
Stortjärnen ingår i det delavrinningsområde (710095-158256) som SMHI kallar för Utloppet av Stortjärnen. Medelhöjden är 360 meter över havet och ytan är 3,45 kvadratkilometer. Räknas de 12 avrinningsområdena uppströms in blir den ackumulerade arean 118,97 kvadratkilometer. Noreån som avvattnar avrinningsområdet har biflödesordning 2, vilket innebär att vattnet flödar genom totalt 2 vattendrag innan det når havet efter 199 kilometer. Avrinningsområdet består mestadels av skog (96 procent). Avrinningsområdet har 0,13 kvadratkilometer vattenytor vilket ger det en sjöprocent på 3,6 procent.